# Boris Artaschessowitsch Babajan

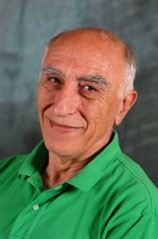
Boris Babajan

Boris Artaschessowitsch Babajan (russisch Борис Арташесович Бабаян, armenisch Բորիս Արտաշեսի Բաբայան, englische Transkription Babayan oder Babaian; * 20. Dezember 1933 in Baku) ist ein armenischstämmiger Computerarchitekt, bekannt für Supercomputer-Entwicklungen in der Sowjetunion (Elbrus Computer).
Babajan promovierte 1964 und habilitierte sich 1972 (russischer Doktortitel). Er  arbeitete von 1956 bis 1996 am Lebedew-Institut für Präzisionsmechanik und Computertechnologie (IPMCE), an dem er zuletzt Leiter der Hardware- und Software-Abteilung war. Dort war er in den 1970er Jahren der Architekt des ersten Superskalar-Computers (rund zehn Jahre bevor der erste im Westen auf den Markt kam), des Supercomputers Elbrus-1 (1978). Es folgten der Elbrus-2 und Elbrus-3 (mit Explicitly Parallel Instruction Computing, EPIC). Die Gesamtleitung der Entwicklung am IPMCE hatte Wsewolod Sergejewitsch Burzew.
1992 bis 2004 war er leitender Wissenschaftler am Moscow Center for SPARC Technology (ein Spin-off des IMPCE) und von Elbrus International, wo er die Entwicklung des Elbrus 2000 (eine Realisierung des Elbrus-3 auf einem Chip) und des Elbrus90micro leitete (SPARC-Basiert).
2004 ging er zu Intel und wurde Intel Fellow und Direktor für Architektur der Software- und Service-Gruppe. In dieser Funktion leitet er bei Intel die Compiler-Technologien für Server-Produkte, überwacht deren Transportierbarkeit und Sicherheit. Außerdem ist er für Kontakte zu russischen Informatik-Wissenschaftlern zuständig und Berater des Intel-Forschungszentrums in Moskau. Er war 1996 bis 2004 Professor für Informatik am Moskauer Institut für Physik und Technologie.
1974 erhielt er den Staatspreis der UdSSR für die Entwicklung von CAD-Systemen, 1982 den Orden der Oktoberrevolution (für Elbrus 1), 1972 den Orden des Roten Banners der Arbeit und 1987 den Leninpreis (für Elbrus 2). Er ist korrespondierendes Mitglied der Russischen Akademie der Wissenschaften (1984).